# DRAGONBALL Z THE LEGACY OF GOKU
『DRAGONBALL Z THE LEGACY OF GOKU』は、2002年5月14日にインフォグラム（現ATARI）社が『ドラゴンボールZ』を題材に海外で発売されたゲームボーイアドバンス用ゲームソフト。

## 概要
アクションRPGであり、戦闘をしながらミッションをクリアしていくつくりとなっている。原作『ドラゴンボール』やアニメ『ドラゴンボールZ』におけるサイヤ人編、ナメック星編と呼ばれるものにほぼ近い内容となっている。直接の続編に『DRAGONBALL Z THE LEGACY OF GOKU II』、『DRAGONBALL Z Buu's Fury』があり、2作目の『LEGACY OF GOKU II』のみ公式に日本語版が発売された。
主人公の孫悟空視点で進んでいくため、ベジータを倒すとナメック星到着のシーンになる。ゲーム中には、迷子の子供を親のもとへ送り届ける要素などもある。また、ゲーム起動後のデモ画面やゲーム中の場面、エンディングにおいては、アニメ『ドラゴンボールZ』のシーンを使用したムービーが用意されている。ゲームオーバー画面は、悟空があの世に旅立つというもの。

## 登場人物

### 使用キャラクター
孫悟空
声 - ショーン・シュメル
本作の主人公。続編と比べ、本作ではプレイヤーキャラクターは悟空だけとなっている。パンチやかめはめ波を使い戦う。舞空術を使うことも可能。最終形態になったフリーザとの戦いでは超サイヤ人に覚醒した状態で戦うことになる。

### 敵キャラクター
ラディッツ
孫悟空の兄。悟空とピッコロに倒される。
ナッパ
サイヤ人の生き残り。悟空と戦闘を行う。原作やアニメとは違い、悟空によって倒されることになる。
ベジータ
サイヤ人の王子。地球での戦いの際のイベントシーンでは大猿に変身して悟空を追い詰めるが、ヤジロベーによって尻尾を切られて元に戻り、大猿になった悟飯にやられる。とどめをさされそうになるが悟空に情けをかけられ逃げ帰っていき、ナメック星においてはクリリンや悟飯とともに登場する。
フリーザ
ゲーム中における最後のボスにあたる悪の帝王。ゲーム中においても第2形態、第3形態、最終形態に変身する。
ギニュー
ギニュー特戦隊のリーダー。ナメック星にてグルド以外のメンバー4人とともに登場。
ジース
ギニュー特戦隊の一員。
バータ
ギニュー特戦隊の一員。
リクーム
ギニュー特戦隊の一員。
蛇姫
あの世に行った際、蛇の道で悟空に襲いかかってくる。
ゲーム中にはこれらの他にも、魂、ギャング、フリーザ配下の宇宙人、恐竜などといったザコキャラクターが登場する。

### その他のノンプレイヤーキャラクター
北の界王
本作での悟空の師匠。界王星で出会うほか、ゲーム中においてもときどき語りかけてくる。
バブルス
ゲーム中、バブルスを捕まえるイベントがある。
グレゴリー
ゲーム中、網を使ってグレゴリーを捕まえるイベントがある。
ピッコロ
ナメック星人であり、悟空のライバル。イベントシーンでは魔貫光殺砲で悟空ごとラディッツを貫く。
クリリン
ベジータとの戦いやナメック星などに登場。ナメック星ではイベントシーンにてフリーザに殺される。
これらのほかにも、孫悟飯、天津飯、餃子、チチ、亀仙人、ウミガメ、閻魔大王、ゴズ、メズといった『ドラゴンボールZ』のキャラクターが登場する。またナメック星のダンジョンにおいては、最長老の像も存在する。